# Думбревень (комуна, Вранча)
Думбревень, Думбревені (рум. Dumbrăveni) — комуна у повіті Вранча в Румунії. До складу комуни входять такі села (дані про населення за 2002 рік):
- Александру-Влахуце (88 осіб)
- Драгословень (947 осіб)
- Думбревень (1781 особа) — адміністративний центр комуни
- Киндешть (1320 осіб)

Комуна розташована на відстані 147 км на північний схід від Бухареста, 17 км на південь від Фокшан, 73 км на захід від Галаца, 116 км на схід від Брашова.

## Населення
За даними перепису населення 2002 року у комуні проживали 4136 осіб.
Національний склад населення комуни:
| Національність | Кількість осіб | Відсоток |
| -------------- | -------------- | -------- |
| румуни         | 4118           | 99,6%    |
| цигани         | 17             | 0,4%     |

Рідною мовою назвали:
| Мова      | Кількість осіб | Відсоток |
| --------- | -------------- | -------- |
| румунська | 4135           | > 99,9%  |
| угорська  | 1              | < 0,1%   |

Склад населення комуни за віросповіданням:
| Релігія       | Кількість осіб | Відсоток |
| ------------- | -------------- | -------- |
| православні   | 4078           | 98,6%    |
| адвентисти    | 45             | 1,1%     |
| римо-католики | 5              | 0,1%     |
| старообрядці  | 3              | 0,1%     |
| п'ятдесятники | 1              | < 0,1%   |

## Зовнішні посилання
- Дані про комуну Думбревень на сайті Ghidul Primăriilor